# 胡安娜迪亞斯
胡安娜迪亞斯（西班牙語：Juana Díaz）是波多黎各的城鎮，位於該島南部，始建於1798年，面積277平方公里，海拔高度61米，主要經濟活動有農業、畜牧業和工業，2010年人口50,747，人口密度每平方公里180人。

## 外部連結
- Juana Díaz, Puerto Rico （页面存档备份，存于）
- Juana Díaz and its barrios, United States Census Bureau